# Funajúrei

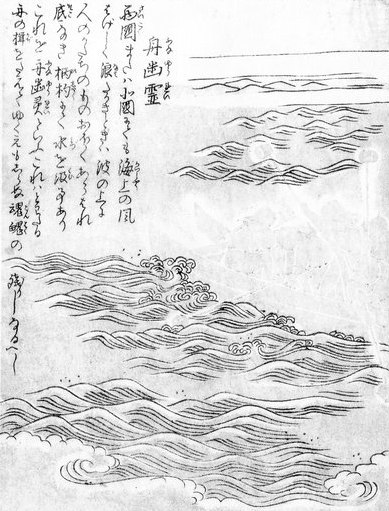
"Funajúrei" a Kondzsaku Gazu Zoku Hjakkiból. Szekien Torijama munkája

A funajúreik (japánul: 船幽霊 vagy 舟幽霊, szó szerinti jelentése „hajó szellemek”) olyan szellemek (júreik), amik bosszúálló tengeri szellemekké (onrjókká) váltak. A japán folklór számos területén megtalálhatóak. Már az Edo-korban (1603—1868) születtek írások róluk, de a modern népi szokásokban is mindmáig jelen vannak. Jamagucsi és Szaga prefektúrákban Ajakasikként tartják őket számon.

## Legendák
A hiedelem szerint a funajúreik hisakut (merítőkanalat) használva töltik meg a hajókat, így elsüllyesztve azokat. Hajótörésben meghalt emberek szellemei, kiknek feltett célja, hogy a többi ember is erre a sorsra jusson. A legendák szerint számos mód van arra, hogy védekezhessünk a funajúreik által jelentett veszélyre. Ilyen védekezési eszköz például az, ha onigirit dobunk a tengerbe, vagy ha elkészítünk egy olyan hisakut, amelynek hiányzik az alja. Elnevezésük régióként változó, így módzsabunéknak (japánul: 亡者船), bókoknak vagy akár ajakasiknak is hívhatják őket helytől függően. Az umibózukat, egy másik érdekes tengeri jelenséget, sokkal inkább tartják funajúreinek, mint egyfajta jókainak.
Rengeteg formában megjelenhet, így megjelenése -akárcsak neve- régiónként változó. Történetek szólnak róla, hol víz fölött megjelenő szellem, de akár hajó is lehet, mi valójában szellem (szellemhajó). Feltűnését umibózu-szerűnek, légköri szellemi fényhez hasónlóként írják le. Sok legenda övezi a tengeri funajúreit, de vannak leírások, mikben folyóknál, tavaknál és mocsaraknál jelenik meg. A kecsibinek nevezett légköri szellemfény Kócsi prefektúrában egyfajta onibi (légköri szellemfény), mit funajúreiként tartanak számon.

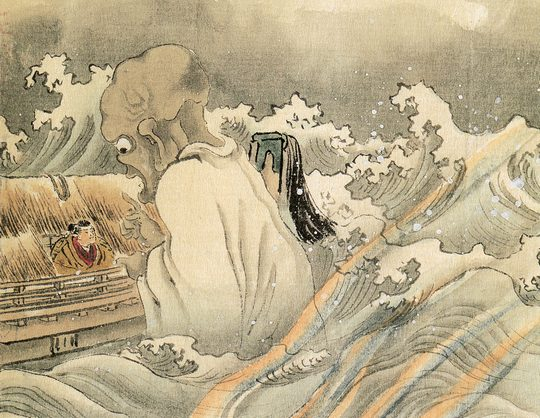
Kavanabe Kjószai: Hajós és funajúrei. Példája annak, hogy a funajúreit umibózu-szerű jókaiként ábrázolják.

Leginkább esős napokon, éjjelente, új- és teliholdkor, viharos és ködös esténként jelennek meg. Mikor hajóként jelenik meg, olyankor fényárban úszik, így könnyen felismerhető még sötétben is. Az Obon 16. napján, a holtak megpróbálnak a hajó közelébe jutni és elsüllyeszteni azt. Nagyon ködös éjszakákon, miközben a hajót irányítani próbálják, hirtelen egy szikla vagy egy hajó tűnik fel a láthatáron. A hirtelen riadalom miatt a kormányos megpróbálja kikerülni az elékerült akadályt, de a hajó felborul és zátonyra fut. Azonban a feltűnt hajó, illetve szikla egyszerűen köddé válna, hogyha a hajó irányváltoztatás nélkül egyenesen belemenne, ezzel eloszlatva azt.
A Kócsi prefektúrabeli Ócuki város Hata körzetében a hajók elsüllyesztése mellett úgy tartják, hogy a funajúreiek megzavarják az iránytűket, ezzel elrontva azokat. Tojama prefektúrában, azoknak a halászhajóknak a legénysége, amik Hokkaidoba utazva funajúreibe ütköznek, felakasztják magukat. Régen, hogy a hajótöréseket elkerüljék azokon a napokon, mikor az idő nem kedvezett a hajózásnak, máglyát raktak a partokon. A funajúreiek megtévesztésképp a nyílt tengeren gyújtottak tüzet, ezzel térítve el a hajót a rossz irányba. A tűz közelébe érve a hajó legénysége végül a tengerbe zuhant, ahol megfulladtak.

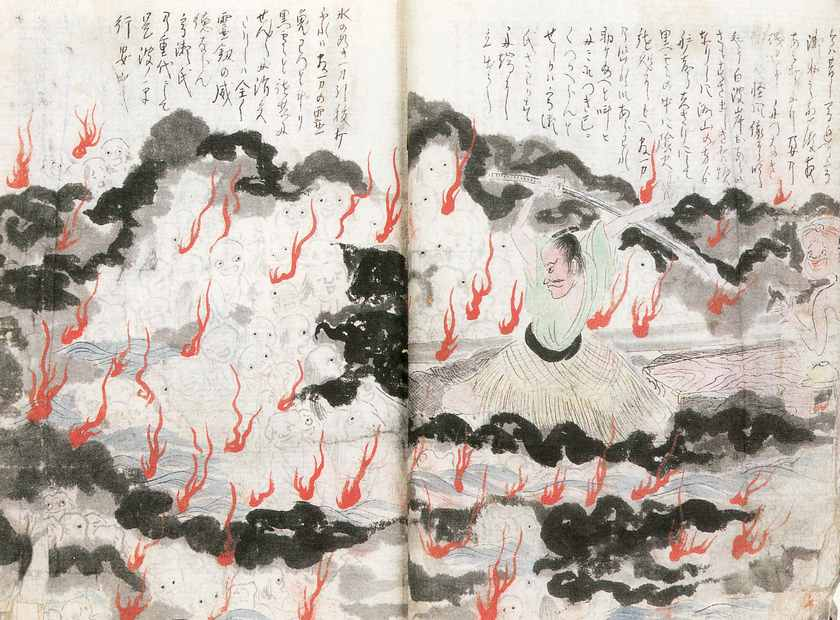
Példa arra, ahogyan egy funajúrei megjelenik titokzatos lángok képében a Tosza Bakemono Ehonból.

Számos legenda szól területtől függően arról, hogy hogyan lehet elmenekülni a hajó szellemek elől. Mijagi prefektúrában a funajúrei eltűnik, hogyha megállítják a hajót és hosszasan merednek a szellemre. Egy bottal kavargatva a vizet is hatásosnak bizonyul a legendák szerint. Megannyi teória van, mik azt állítják, hogy jó védekezési módszer az is, hogyha bizonyos dolgokat dobnak a vízbe. Kózu-simán virágokat, füstölőt, dango-t, vagy mosott rizst, Kócsi prefektúrában hamut és 49 rizssüteményt, míg Nagaszaki prefektúrában szőtt szőnyeget és égett tűzifát dobnak ilyenkor a tengerbe. Kócsi prefektúrában egy másik védekezési módszerként van számon tartva az is, hogyha az ember azt mondja „Én vagyok Dozaemon! (わたしは土左衛門だ)” és magát is funajúreinek tetteti. Ehimében gyufát gyújtva és azt eldobva lehet elüldözni a lényeket.

## Klasszikus művekben
Az Edo-korból származó Ehon Hjaku Monogatariban összegyűjött történetekben a nyugati tengerben megjelenő funajúreik az elhunyt Taira klán tagjainak lelkei. A Taira klán a Dan-no-urai csatában semmisült meg. A Kanmon tengerszorosnál (Hajamotóban, japánul: 早鞆), Dan no Ura és Mekari között egy páncélt és sisakot viselő funajúrei jelenhet meg, aki egy vödröt kér a hajósoktól, valamint belekapaszkodik a hajóba és nem ereszti azt.

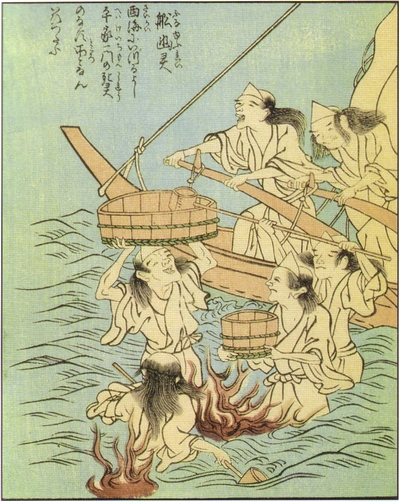
"Funajúrei" az Ehon Hyaku Monogatariból. Takehara Sunszen munkája.

Genrin Yamaoka, egy Edo-kori tudós, említést tett egy funajúreiről, ami tűzgolyó formájában jelenik meg, vagy pedig szellemként a tengeren. Csu Hszire és a Cseng-csu iskolára utalva, több példát is felhozott elhunyt lelkekre, akik neheztelnek haláluk miatt és ittmaradtak még azután is, hogy bosszút álltak. A lélek (気, ki) minden egyes ember természetének kezdete és mikor a lélek megreked és formát ölt, valamint hangot képes kiadni, yúreivé válik. A megrekedt lelkek elsődleges célja az, hogy eltűnhessenek.

## Modern példák
1954-ben, a Tojama Maru baleset után, ami a legnagyobb tengeri baleset volt a háborút követően, a komphajó, mi küldetésre ment, furcsa karcolásokkal a propellerén tért vissza. Ebből kifolyólag pletykák kezdtek el terjedni, miszerint a baleset áldozatai funajúreié váltak és összekarcolták a propellereket. Ez a funajúrei tengeren és a szárazföldön is egyaránt megjelenik. Hokkaidoban, Nanaehamában az a pletyka járja, hogy éjfélkor egy bőrig ázott nő jelenik meg és taxiba ül, viszont amint megérkeznek az úticélhoz, eltűnik. Őt tartják a Toya Maru szellemének. Aomori állomáson azok a dolgozók, akik az éjszakai műszak alatt elaludtak, az üvegablakon való kopogásra ébredhetnek, ahol egy elázott nőt látnak a másik oldalon, ahogy ijedten azt mondja, hogy a Toya Maru áldozatok segítségért kiáltanak. Másnap pedig egy cetlit találnak az üvegablakra ragasztva.
1969-ben, Kanagava prefektúra tengerében egy fehér, emberi sziluettet véltek felfedezni és egy hangot lehetett hallani, amint egy merőkanalat kér. Úgy tartják, hogy a hajótörést szenvedett egyetemi yacht club tagjai akarnak kiszabadulni a vízből.

## Teóriák valódi kilétükről
A hiedelem szerint a funajúrei megszállja a hajót, hogy akadályozza a mozgásban, azonban  a modern kor talált rá egy tudományos magyarázatot. Ezek a jelenségek összefüggésbe hozhatóak a tengeri belső áramlatokkal. Például, az óceánok azon területein, mik hosszú folyók torkolatánál találhatóak, vannak olyan részek, hol alacsony a sótartalom. Mivel az alacsony sótartalmú víz meglehetősen könnyebb, mint az, melynek sótartalma magas, ezeken a területeken a tenger szintje stagnál. Viszont mivel a víz egyik oldalon se mozdul, így egyfajta határvonalat képez. Ekörül a határvonal körül, hogyha a hajónak csavaros propellerje van, az energia egyszerűen felemeli a vizet a határvonalra, így alkotva belső hullámokat. Ennek eredményeképp a hajó képtelen megmozdulni. Sarki régiókon a jég elolvadhat és a tenger közepébe jutva ugyanezt a hatást érheti el. Ilyen módon feltételezhető, hogy a belső hullámok, mik a sótartalom és a víz hőmérsékletének változásával valamint a hidraulikus nyomással együtt járnak, megakadályozzák a hajót az előrehaladásban.

## Funajúreiek területek szerint
Inadakase
Fukusima prefektúra partjainál a a hajón lévő embereket szólítgatja inadát kérve tőlük. Az „inada” egy olyan mérőkanál, amit a hajókon használnak és ha valaki anélkül adja oda a funajúreinek, hogy lyukat ütne az aljába, a lény pillanatok alatt megtölti a hajót vízzel, mi végül a tengerbe merül. 
Murasza
A Simane prefektúra Cumamura városának Oki körzetében (mai Okinosima) található tóban feltehetőleg világító ostoros állatkák élnek, mikről régen úgy tartották, hogy megkristályosodott só. Azonban jobban megnézve az ember rájön, hogy ez a ragyogó dolog igazából a gömbszerűen megkristályosodott Murasa funajúrei. Hogyha egy hajó ér Murasa fölé a vízen, hirtelen elsüllyed. Ugyanakkor, vannak esetek, mikor a tenger éjszakánként hirtelen ragyogni kezd miatta. A hiedelem szerint hatásos védekezési mód ellene, ha egy kardot vagy egy kést egy cölöp végére erősítve többször megkavarjuk vele a tenger vízét. 
Jobasiri
Jamagucsi prefektúra Aisima városának Abu körzetében egy fehér vitorlát felhúzva és a tengeren haladva a funajúrei is a hajóval együtt mozog, majd hamuvá porladva, hangosan szétszóródik. 
Ugome
A Nagaszaki prefektúrabeli Hirado városban, a Kumamoto prefektúrában és még számos kjúsúi területen tartják úgy, hogy ha egy hajót megszáll egy funajúrei, annak mozgását teljes mértékben akadályozza. Hiradoban egy vitorláshajó jelenik meg a hajót üldözve még akkor is, hogyha szélcsend van. Kjúsú nyugati partjainál a funajúrei hajók, vagy pedig szigetek képében jelenik meg. Hogy elkerüljék az úgynevezett „hajó szellemeket”, Hiradoban hamut szórnak a vízbe, a sziget többi részén pedig a horgony leengedése előtt hangosan kijelentik szándékukat és a vasmacska leengedése előtt közvetlenül egy követ dobnak a tengerbe. Mindezek mellett a funajúrei eltűnik, hogyha valaki cigarettára gyújt. 
Majoibune
Fukuoka prefektúrában, Kanezaki és Munakata településein az Obon idejének környékén, holdfényes éjszakákon vitorláshajókként jelenik meg a tengeren. Elmondások szerint sarki szellemfények jelennek meg ilyenkor és emberek hangját hallani. 
Móren Jassza
Csiba prefektúrában, Csósi városában (a mai Aszahi) azokon a napokon, mikor sűrű köd lepi a várost és vihar tombol, a halászhajók előtt egy funajúrei jelenik meg. Egy egyre csak közeledő hang azt mondja a legénységnek, hogy „móren, jassza, móren, jassza, adj egy inagát!” (japánul: モウレン、ヤッサ、モウレン、ヤッサ、いなが貸せえ) és hirtelen egy kéz emelkedik ki a tengerből. A „móren” szó szellemet, az „inaga” pedig merítőkanalat jelent. A „jassza” szót evezéskor használják, a „hórukk” japán megfelelője. Shigeru Mizuki, egy jókai mangakészítő, műveiben Móren Jasszaként említi ezt a funajúreit és a Tottori prefektúrabeli Szakaiminatóban, azaz Mizuki szülővárosában fesztiválokat rendeznek a Móren Jassza lenyugtatásának céljából. 
Namourei
Koszode legendáiban, Iva prefektúrában, Ube városban többnyire fekete hajókkal együtt jelenik meg és egy evezőt kér, de nem származik semmi jó abból, hogyha az ember válaszol neki, vagy ad egy evezőt.